# Euryproctus mundus
Euryproctus mundus là một loài tò vò trong họ Ichneumonidae.